# The Woo
«The Woo» — песня американского рэпера Pop Smoke при участии 50 Cent и Родди Рича из дебютного посмертного альбома Shoot for the Stars, Aim for the Moon. Трек вышел как второй сингл с пластинки 10 июля 2020 года на лейблах Victor Victor Worldwide и Republic Records.
«The Woo» — трэп-песня с латиноамериканскими мотивами, в которой присутствуют элементы испанской акустической гитары. Pop Smoke интерполирует сингл 50 Cent «Candy Shop». Песня получила положительные отзывы от музыкальных критиков, которые высоко оценили гостевые участия 50 Cent и Родди Рича. «The Woo» была включена в списки Vice и Complex лучших песен 2020 года. Она была номинирована на премию MTV Video Music Awards 2020 в категории «Песня лета». Сингл занял 11-е место в чарте Billboard Hot 100 и получил двойную платиновую сертификацию Американской ассоциации звукозаписывающих компаний (RIAA). Он вошёл в десятку лучших в Великобритании, Канаде, Новой Зеландии и Португалии.
Музыкальное видео было выпущено 20 июля 2020 года, когда Pop Smoke исполнился бы двадцать один год.  Режиссёром выступил Эйф Ривера, который в прошлом снял несколько видео для 50 Cent. В нём представлены архивные кадры Pop Smoke и сцены, где 50 Cent и Родди Рич окружены дорогими автомобилями и женщинами в бикини. Видео получило положительные отзывы.

## Участники записи
Информация из Tidal.
- Pop Smoke –  вокал, автор песни
- 50 Cent –  вокал, автор песни
- Родди Рич –  вокал, автор песни
- 808Melo –  продюсирование
- Джесс Джексон –  мастеринг, миксинг, дополнительное продюсирование, автор песен
- Rxcksta –  продюсирование, автор песен
- Jw Lucas –  сопродюсирование, автор песен
- 1801 Records –  дополнительное продюсирование
- Billy J –  дополнительное продюсирование
- DJ Drewski –  дополнительное продюсирование
- Jer-Z –  дополнительное продюсирование
- K. Mach –  дополнительное продюсирование
- Ray Lennon –  дополнительное продюсирование
- Джейсон Голдберг –  инженер
- Кай Миллер –  инженер
- Крис Деннис –  инженер записи
- Дерек Али –  миксинг вокала
- Роуз Адамс –  ассистент миксинга вокала
- Сейдж Скофилд –  ассистен инженера миксинга
- Шон Солимар –  ассистен инженера миксинга

## Чарты

### Недельные чарты
| Чарт (2020)                           | Высшая позиция |
| ------------------------------------- | -------------- |
| Австралия (ARIA)                      | 18             |
| Австрия (Ö3 Austria Top 40)           | 42             |
| Бельгия/Фландрия (Ultratop 50)        | 32             |
| Бельгия/Валлония (Ultratip)           | 15             |
| Канада (Billboard Canadian Hot 100)   | 6              |
| Дания (Tracklisten)                   | 17             |
| Германия (GfK)                        | 86             |
| Исландия (Plötutíðindi)               | 15             |
| Ирландия (IRMA)                       | 13             |
| Нидерланды (Single Top 100)           | 44             |
| Новая Зеландия (Recorded Music NZ)    | 10             |
| Норвегия (VG-lista)                   | 31             |
| Португалия (AFP)                      | 6              |
| Швеция (Sverigetopplistan)            | 23             |
| Швейцария (Schweizer Hitparade)       | 14             |
| Великобритания (UK Singles Chart)     | 9              |
| США (Billboard Hot 100)               | 11             |
| США (Billboard Hot R&B/Hip-Hop Songs) | 9              |
| США (Billboard Rhythmic)              | 3              |
| США Rolling Stone Top 100             | 4              |

### Итоговые годовые чарты
| Чарт (2020)                       | Позиция |
| --------------------------------- | ------- |
| Канада (Canadian Hot 100)         | 78      |
| Billboard Hot 100                 | 78      |
| Hot R&B/Hip-Hop Songs (Billboard) | 37      |
| Rhythmic (Billboard)              | 24      |

## Сертификации
| Регион | Сертификация  | Продажи   |
| --- | ------------- | --------- |
| Австралия (ARIA) | Платиновый    | 70 000    |
| Дания (IFPI Danmark) | Платиновый    | 90 000    |
| Франция (SNEP) | Золотой       | 100 000   |
| Италия (FIMI) | Золотой       | 35 000    |
| Новая Зеландия (RMNZ) | Золотой       | 15 000    |
| Португалия (AFP) | 2× Платиновый | 20 000    |
| Великобритания (BPI) | Платиновый    | 600 000   |
| США (RIAA) | 2× Платиновый | 2 000 000 |
| Стриминг |               |           |
| Греция (IFPI Greece) | Золотой       | 1 000 000 |
| Швеция (GLF) | Золотой       | 4 000 000 |
| Данные о продажах + прослушиваниях приведены только на основе сертификации. · Данные только о прослушиваниях приведены на основе сертификации. |               |           |